# Doliodrilus diverticulatus
Doliodrilus diverticulatus är en ringmaskart som beskrevs av Erséus 1985. Doliodrilus diverticulatus ingår i släktet Doliodrilus och familjen glattmaskar. Inga underarter finns listade i Catalogue of Life.